# Povestea vieții
Povestea vieții (în franceză Il était une fois... la Vie, în engleză Once Upon a Time... Life) este un serial de animație educativ creat și regizat de Albert Barillé. Este al treilea serial al francizei A fost odată.... Serialul, destinat copiilor, prezintă funcționarea corpului uman. Acesta a fost difuzat în Belgia, Canada, Cehoslovacia, Finlanda, Franța, Gabon, Germania, Grecia, Ungaria, Islanda, Irlanda, Israel, Italia, Japonia, Olanda, Norvegia, Polonia, Portugalia, România, Africa de Sud, Spania, Suedia, Elveția, Turcia, Marea Britanie, Iugoslavia și Croația.
Serialul a fost difuzat în România pe canalul TV Da Vinci Learning.

## Despre serial
Povestea vieții este un serial animat destinat copiilor  difuzat în România pe canalul Da Vinci Learning în care povestea este prezentată de Maestro, doctorul și îndrumătorul copiilor, un bătrânel înțelept. În serial aflăm despre funcționarea întregului organism. Serialul ne învață și cum trebuie îngrijit organismul nostru. Autorul serialului fiind Albert Barillé. 

### Generic
Genericul a fost compus de Michel Legrand, iar acesta a fost cântat de câștigătoarea Eurovision 1986, Sandra Kim.

### Personajele
- Doctorul (Maestro)
- Pierrot
- Petit-Gros
- Psi
- Nabot
- Teigneux
- Părinții lui Pierrot
- Sora lui Pierrot
- Bunicul lui Pierrot

#### Personificări
- Conducătorul celulei (Maestro)
- Enzimele
- Hormonii
- Globulele roșii (în principal Globus (Maestro),Globina și Hemo)
- Globulele albe
- Anticorpii
- Intrușii:

- Bacteriile
- Virușii

- Apărătorii corpului

## Participanți
- France 3
- Canal+
- Societe Radio-Canada
- Radiotelevision Espanola

## Vocile franceze
- Roger Carel: Maestro, Metro, Globus, Pierre, Nabot
- Gilles Laurent: Pierrot (globula albă)
- Gilles Tamiz: Pierrot (omul)
- Marie-Laure Beneston: Pierrette, Psi
- Alain Dorval: Hemo, Petit-Gros, Teigneux
- Béatrice Bruno: Locotenent Psi, Globina, Pierrette, mica Pierrette